# Saffré
Saffré település Franciaországban, Loire-Atlantique megyében. Lakosainak száma 4075 fő (2022. január 1.). Saffré Abbaretz, Héric, Joué-sur-Erdre, Nort-sur-Erdre, Puceul és La Chevallerais községekkel határos.

## Népesség
A település népessége az elmúlt években az alábbi módon változott:
| Lakosok száma | 2320 | 2492 | 2608 | 3248 | 3746 | 3814 | 3907 | 3952 | 3989 | 4075 |
|               | 1968 | 1982 | 1990 | 2006 | 2013 | 2015 | 2017 | 2019 | 2020 | 2022 |